# Berlinghiero Berlinghieri

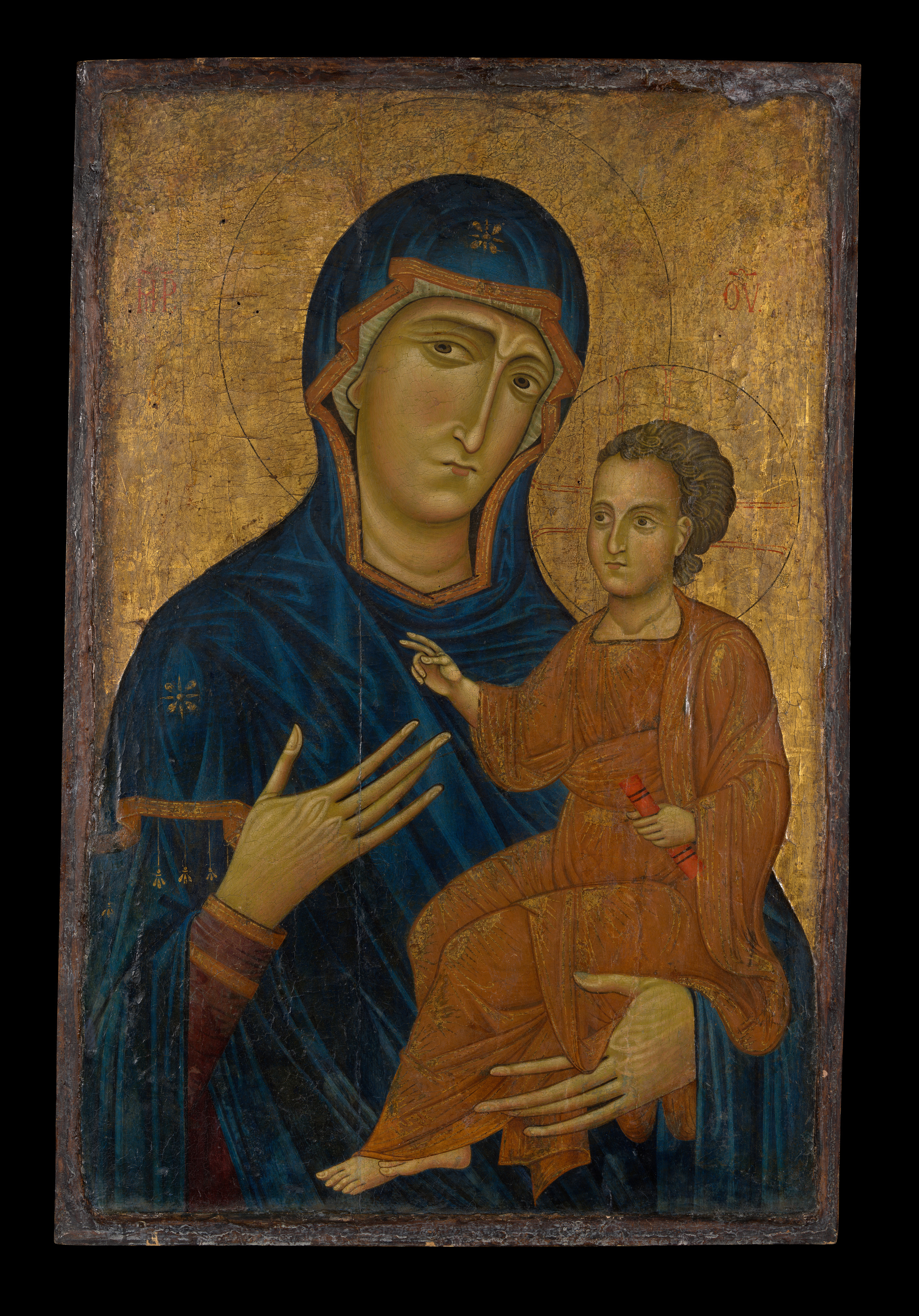
Madonna z Dzieciątkiem, 1230, Metropolitan Museum of Art

Berlinghiero Berlinghieri (ur. w Volterra w Toskanii, zm. przed 1236 w Lukce w Toskanii) – gotycki malarz włoski; tworzył w toskańskiej Lukce w latach 1228 – 1232.
Malarstwo Berlinghieriego, jako przedstawiciela sztuki toskańskiej XIII wieku, wykazują jeszcze ewidentne wpływy bizantyjskie. Współczesne Berlinghieriemu dzieła architektury i rzeźby są już bardzo gotyckie lub romańskie. Dzieła Berlinghieriego są jednak uważane za przykłady sztuki przejściowej pomiędzy malarstwem bizantyjskim a malarstwem zachodnim.
Berlinghiero Berlinghieri pochodził prawdopodobnie z Volterry, w której też się kształcił. Z pewnego dokumentu z 1228 wywnioskować można, iż razem ze swoimi synami Bonawenturą Berlinghierim i Baronem Berlinghierim ślubował rozejm z mieszkańcami Pizy.
Pierwszym znanym dziełem Berlinghieriego jest Krycyfiks przechowywany w Muzeum Narodowym w Villa Guinigi w Lukce. Dzieło to znajdowało się wcześniej w klasztorze Matki Bożej Anielskiej w Lukce w latach 1210–1220. Berlinghieri przedstawił na nim Chrystusa w sposób typowy dla sztuki bizantyjskiej – Christus triumphans. Brak w nim całkowicie dramatyczności. Postać Ukrzyżowanego jest przedstawiona w sposób statyczny.
Inny Krucyfiks, datowany na lata 1230–1235 pochodzi z Fucecchio. Przechowywany jest obecnie w Muzeum św. Mateusza w Pizie. Ulegając wpływom Giunta Pisano, osobie Chrystusa nadane zostały rysy dramatyczne.
Berlinghieri przypisywane są również dwie Madonny z Dzieciątkiem (Metropolitan Museum of Art oraz Katedra w Pizie). Jedna nazywana Madonna Strauss, druga Da Camaiore.